# 土豆头蓝调
《土豆头蓝调》（Potato Head Blues）是路易斯·阿姆斯特朗的一首音樂作品，被认为是他最好的唱片之一。1927年5月10日，路易斯·阿姆斯特朗和他的熱門七人組在美國伊利诺伊州芝加哥的奧克唱片錄製了這部唱片作品 。